# 嵐のち晴れ
「嵐のち晴れ」（あらしのちはれ）は、椎名へきるの21枚目のシングル。2001年9月19日、ソニー・ミュージックエンタテインメントより発売。ニューシングル4か月連続リリースの第2弾。

## 解説
2006年に椎名へきると木根尚登で結成されたユニットであるひだまりの1枚目シングル『Size up』のc/wに、「嵐のち晴れ〜そして…ひだまり。〜 Version」が収録されている。

## 収録曲
1. 嵐のち晴れ
  - 作詞：田中花乃、作曲：木根尚登、編曲：湯浅公一、中堅工房
  - アルバム『Sadistic Pink』にも収録
  - シングル「Size Up」のc/wに別バージョンが収録
2. 嵐のち晴れ (Phantasmagoric Mix)
3. 嵐のち晴れ (backtracks)